# Friidrott vid olympiska sommarspelen 1992
Friidrottstävlingarna vid de olympiska sommarspelen 1992 bestod av 43 grenar, 24 för män och 19 för kvinnor, och hölls mellan 31 juli och 9 augusti 1992 på Estadi Olímpic Lluís Companys i Barcelona, Spanien. Antalet deltagare var 1 726 tävlande från 156 länder.

## Medaljfördelning
| Medaljfördelning |                 |      |        |       |        |
| Placering        | Nation          | Guld | Silver | Brons | Totalt |
| 1                | USA             | 12   | 8      | 10    | 30     |
| 2                | OSS             | 7    | 11     | 3     | 21     |
| 3                | Tyskland        | 4    | 1      | 5     | 10     |
| 4                | Kenya           | 2    | 4      | 2     | 8      |
| 5                | Kuba            | 2    | 1      | 4     | 7      |
| 6                | Spanien         | 2    | 1      | 1     | 4      |
| 7                | Storbritannien  | 2    | 0      | 4     | 6      |
| 8                | Tjeckoslovakien | 2    | 0      | 0     | 2      |
| 9                | Kina            | 1    | 1      | 2     | 4      |
| 10               | Kanada          | 1    | 1      | 1     | 3      |
| 11               | Marocko         | 1    | 1      | 0     | 2      |
| 12               | Etiopien        | 1    | 0      | 2     | 3      |
| 13               | Algeriet        | 1    | 0      | 0     | 1      |
| 13               | Frankrike       | 1    | 0      | 0     | 1      |
| 13               | Grekland        | 1    | 0      | 0     | 1      |
| 13               | Litauen         | 1    | 0      | 0     | 1      |
| 13               | Nederländerna   | 1    | 0      | 0     | 1      |
| 13               | Sydkorea        | 1    | 0      | 0     | 1      |
| 19               | Jamaica         | 0    | 3      | 1     | 4      |
| 20               | Japan           | 0    | 2      | 0     | 2      |
| 20               | Namibia         | 0    | 2      | 0     | 2      |
| 22               | Bulgarien       | 0    | 1      | 1     | 2      |
| 22               | Nigeria         | 0    | 1      | 1     | 2      |
| 24               | Finland         | 0    | 1      | 0     | 1      |
| 24               | Mexiko          | 0    | 1      | 0     | 1      |
| 24               | Rumänien        | 0    | 1      | 0     | 1      |
| 24               | Sverige         | 0    | 1      | 0     | 1      |
| 24               | Sydafrika       | 0    | 1      | 0     | 1      |
| 29               | Australien      | 0    | 0      | 2     | 2      |
| 30               | Bahamas         | 0    | 0      | 1     | 1      |
| 30               | Colombia        | 0    | 0      | 1     | 1      |
| 30               | Italien         | 0    | 0      | 1     | 1      |
| 30               | Nya Zeeland     | 0    | 0      | 1     | 1      |
| 30               | Polen           | 0    | 0      | 1     | 1      |
| 30               | Qatar           | 0    | 0      | 1     | 1      |

## Medaljörer

### Herrar
| Gren                              | Guld                                                                                                  | Guld           | Silver                                                                                      | Silver      | Brons | Brons       |
| 100 meter Detaljer...             | Linford Christie · Storbritannien                                                                     | 9,96           | Frankie Fredericks · Namibia                                                                | 10,02       | Dennis Mitchell · USA                                                                                           | 10,04       |
| 200 meter Detaljer...             | Michael Marsh · USA                                                                                   | 20,01          | Frankie Fredericks · Namibia                                                                | 20,13       | Michael Bates · USA                                                                                             | 20,38       |
| 400 meter Detaljer...             | Quincy Watts · USA                                                                                    | 43,50          | Steve Lewis · USA                                                                           | 44,21       | Samson Kitur · Kenya                                                                                            | 44,24       |
| 800 meter Detaljer...             | William Tanui · Kenya                                                                                 | 1.43.66        | Nixon Kiprotich · Kenya                                                                     | 1.43,70     | Johnny Gray · USA                                                                                               | 1.43,97     |
| 1 500 meter Detaljer...           | Fermin Cacho Ruiz · Spanien                                                                           | 3.40,12        | Rachid El Basir · Marocko                                                                   | 3.40,62     | Mohammed Suleiman · Qatar                                                                                       | 3.40,69     |
| 5 000 meter Detaljer...           | Dieter Baumann · Tyskland                                                                             | 13.12,52       | Paul Bitok · Kenya                                                                          | 13.12,71    | Fita Bayisa · Etiopien                                                                                          | 13.13,03    |
| 10 000 meter Detaljer...          | Khalid Skah · Marocko                                                                                 | 27.46,70       | Richard Chelimo · Kenya                                                                     | 27.47,72    | Addis Abebe · Etiopien                                                                                          | 28.00,07    |
| Maraton Detaljer...               | Hwang Young-Cho · Sydkorea                                                                            | 2:13.23        | Koichi Morishita · Japan                                                                    | 2:13.45     | Stephan Freigang · Tyskland                                                                                     | 2:14.00     |
| 110 meter häck Detaljer...        | Mark McKoy · Kanada                                                                                   | 13,12          | Tony Dees · USA                                                                             | 13,24       | Jack Pierce · USA                                                                                               | 13,26       |
| 400 meter häck Detaljer...        | Kevin Young · USA                                                                                     | 46,78 (VR)     | Winthrop Graham · Jamaica                                                                   | 47,66       | Kriss Akabusi · Storbritannien                                                                                  | 47,82       |
| 3 000 meter hinder Detaljer...    | Matthew Birir · Kenya                                                                                 | 8.08,84        | Patrick Sang · Kenya                                                                        | 8.09,55     | William Mutwol · Kenya                                                                                          | 8.10,74     |
| 4 x 100 meter stafett Detaljer... | USA · Michael Marsh · Leroy Burrell · Dennis Mitchell · Carl Lewis · James Jett*                      | 37,40 (VR)     | Nigeria · Oluyemi Kayode · Chidi Imoh · Olapade Adeniken · Davidson Ezinwa · Osmond Ezinwa* | 37,98       | Kuba · Andrés Simón · Joel Lamela · Joel Isasi · Jorge Aguilera                                                 | 38,00       |
| 4 x 400 meter stafett Detaljer... | USA · Andrew Valmon · Quincy Watts · Michael Johnson · Steve Lewis · Darnell Hall* · Charles Jenkins* | 2.55,74 (VR)   | Kuba · Lázaro Martínez · Héctor Herrera · Norberto Téllez · Roberto Hernández               | 2.59,51     | Storbritannien · Roger Black · David Grindley · Kriss Akabusi · John Regis · Du'aine Ladejo* · Mark Richardson* | 2.59,73     |
| 20 kilometer gång Detaljer...     | Daniel Plaza · Spanien                                                                                | 1:21.25        | Guillaume LeBlanc · Kanada                                                                  | 1:22.25     | Giovanni De Benedictis · Italien                                                                                | 1:23.11     |
| 50 kilometer gång Detaljer...     | Andrej Perlov · OSS                                                                                   | 3:50.13        | Carlos Mercenario · Mexiko                                                                  | 3:52.09     | Ronald Weigel · Tyskland                                                                                        | 3:53.45     |
| Höjdhopp Detaljer...              | Javier Sotomayor · Kuba                                                                               | 2,34 m         | Patrik Sjöberg · Sverige                                                                    | 2,34 m      | Hollis Conway · USA Tim Forsyth · Australien Artur Partyka · Polen                                              | 2,34 m      |
| Längdhopp Detaljer...             | Carl Lewis · USA                                                                                      | 8,67 m         | Mike Powell · USA                                                                           | 8,64 m      | Joe Greene · USA                                                                                                | 8,34 m      |
| Stavhopp Detaljer...              | Maksim Tarasov · OSS                                                                                  | 5,80 m         | Igor Trandenkov · OSS                                                                       | 5,80 m      | Javier García Chico · Spanien                                                                                   | 5,75 m      |
| Tresteg Detaljer...               | Mike Conley · USA                                                                                     | 18,17 m (vind) | Charles Simpkins · USA                                                                      | 17,60 m     | Frank Rutherford · Bahamas                                                                                      | 17,36 m     |
| Kulstötning Detaljer...           | Mike Stulce · USA                                                                                     | 21,70 m        | Jim Doehring · USA                                                                          | 20,96 m     | Vyacheslav Lykho · OSS                                                                                          | 20,94 m     |
| Diskuskastning Detaljer...        | Romas Ubartas · Litauen                                                                               | 65,12 m        | Jürgen Schult · Tyskland                                                                    | 64,94 m     | Roberto Moya · Kuba                                                                                             | 64,12 m     |
| Släggkastning Detaljer...         | Andrej Abduvaljev · OSS                                                                               | 82,54 m        | Igor Astapkovitj · OSS                                                                      | 81,96 m     | Igor Nikulin · OSS                                                                                              | 81,38 m     |
| Spjutkastning Detaljer...         | Jan Železný · Tjeckoslovakien                                                                         | 89,66 m        | Seppo Räty · Finland                                                                        | 86,60 m     | Steve Backley · Storbritannien                                                                                  | 83,38 m     |
| Tiokamp Detaljer...               | Robert Změlík · Tjeckoslovakien                                                                       | 8 611 poäng    | Antonio Peñalver · Spanien                                                                  | 8 412 poäng | Dave Johnson · USA                                                                                              | 8 309 poäng |

* Tävlade i försöken men inte i finalen

### Damer
| Gren                              | Guld | Guld        | Silver                                                                                                   | Silver      | Brons                                                                            | Brons       |
| 100 meter Detaljer...             | Gail Devers · USA                                                                                                 | 10,82       | Juliet Cuthbert · Jamaica                                                                                | 10,83       | Irina Privalova · OSS                                                            | 10,84       |
| 200 meter Detaljer...             | Gwen Torrence · USA                                                                                               | 21,81       | Juliet Cuthbert · Jamaica                                                                                | 22,02       | Merlene Ottey · Jamaica                                                          | 22,09       |
| 400 meter Detaljer...             | Marie-José Pérec · Frankrike                                                                                      | 48,83       | Olga Bryzgina · OSS                                                                                      | 49,05       | Ximena Restrepo · Colombia                                                       | 49,64       |
| 800 meter Detaljer...             | Ellen van Langen · Nederländerna                                                                                  | 1.55,54     | Lilia Nurutdinova · OSS                                                                                  | 1.55,99     | Ana Fidelia Quirot · Kuba                                                        | 1.56,80     |
| 1 500 meter Detaljer...           | Hassiba Boulmerka · Algeriet                                                                                      | 3.55,30     | Ljudmila Rogatjova · OSS                                                                                 | 3.56,91     | Qu Yunxia · Kina                                                                 | 3.57,08     |
| 3 000 meter Detaljer...           | Jelena Romanova · OSS                                                                                             | 8.46,04     | Tatjana Samolenko · OSS                                                                                  | 8.46,85     | Angela Chalmers · Kanada                                                         | 8.47,22     |
| 10 000 meter Detaljer...          | Derartu Tulu · Etiopien                                                                                           | 31.06,02    | Elana Meyer · Sydafrika                                                                                  | 31.11,75    | Lynn Jennings · USA                                                              | 31.19,89    |
| Maraton Detaljer...               | Valentina Jegorova · OSS                                                                                          | 2:32.41     | Yuko Arimori · Japan                                                                                     | 2:32.49     | Lorraine Moller · Nya Zeeland                                                    | 2:33.59     |
| 100 meter häck Detaljer...        | Voula Patoulidou · Grekland                                                                                       | 12,64       | LaVonna Martin · USA                                                                                     | 12,69       | Jordanka Donkova · Bulgarien                                                     | 12,70       |
| 400 meter häck Detaljer...        | Sally Gunnell · Storbritannien                                                                                    | 53,23       | Sandra Farmer-Patrick · USA                                                                              | 53,69       | Janeene Vickers · USA                                                            | 54,31       |
| 4 x 100 meter stafett Detaljer... | USA · Evelyn Ashford · Esther Jones · Carlette Guidry · Gwen Torrence · Michelle Finn*                            | 42,11       | OSS · Olga Bogoslovskaja · Galina Maltjugina · Marina Trandenkova · Irina Privalova                      | 42,16       | Nigeria · Beatrice Utondu · Faith Idehen · Christy Opara-Thompson · Mary Onyali  | 42,81       |
| 4 x 400 meter stafett Detaljer... | OSS · Jelena Ruzina · Ljudmila Dzjigalova · Olga Nazarova · Olga Bryzgina · Lilia Nurutdinova* · Marina Sjmonina* | 3.20,20     | USA · Natasha Kaiser · Gwen Torrence · Jearl Miles · Rochelle Stevens · Denean Howard* · Dannette Young* | 3.20,92     | Storbritannien · Phylis Smith · Sandra Douglas · Jennifer Stoute · Sally Gunnell | 3.24,23     |
| 10 kilometer gång Detaljer...     | Chen Yueling · Kina                                                                                               | 44.32       | Jelena Nikolajeva · OSS                                                                                  | 44.33       | Li Chunxiu · Kina                                                                | 44.41       |
| Höjdhopp Detaljer...              | Heike Henkel · Tyskland                                                                                           | 2,02 m      | Alina Astafei · Rumänien                                                                                 | 2,00 m      | Joanet Quintero · Kuba                                                           | 1,97 m      |
| Längdhopp Detaljer...             | Heike Drechsler · Tyskland                                                                                        | 7,14 m      | Inessa Kravets · OSS                                                                                     | 7,12 m      | Jackie Joyner-Kersee · USA                                                       | 7,07 m      |
| Kulstötning Detaljer...           | Svetlana Kriveljova · OSS                                                                                         | 21,06 m     | Huang Zhihong · Kina                                                                                     | 20,47 m     | Kathrin Neimke · Tyskland                                                        | 19,78 m     |
| Diskuskastning Detaljer...        | Maritza Martén · Kuba                                                                                             | 70,06 m     | Tsvetanka Christova · Bulgarien                                                                          | 67,78m      | Daniela Costian · Australien                                                     | 66,24 m     |
| Spjutkastning Detaljer...         | Silke Renk · Tyskland                                                                                             | 68,34 m     | Natalia Sjikolenko · OSS                                                                                 | 68,26 m     | Karen Forkel · Tyskland                                                          | 66,86 m     |
| Sjukamp Detaljer...               | Jackie Joyner-Kersee · USA                                                                                        | 7 044 poäng | Irina Belova · OSS                                                                                       | 6 845 poäng | Sabine Braun · Tyskland                                                          | 6 649 poäng |

* Tävlade i försöken men inte i finalen